# Wies (Freising)

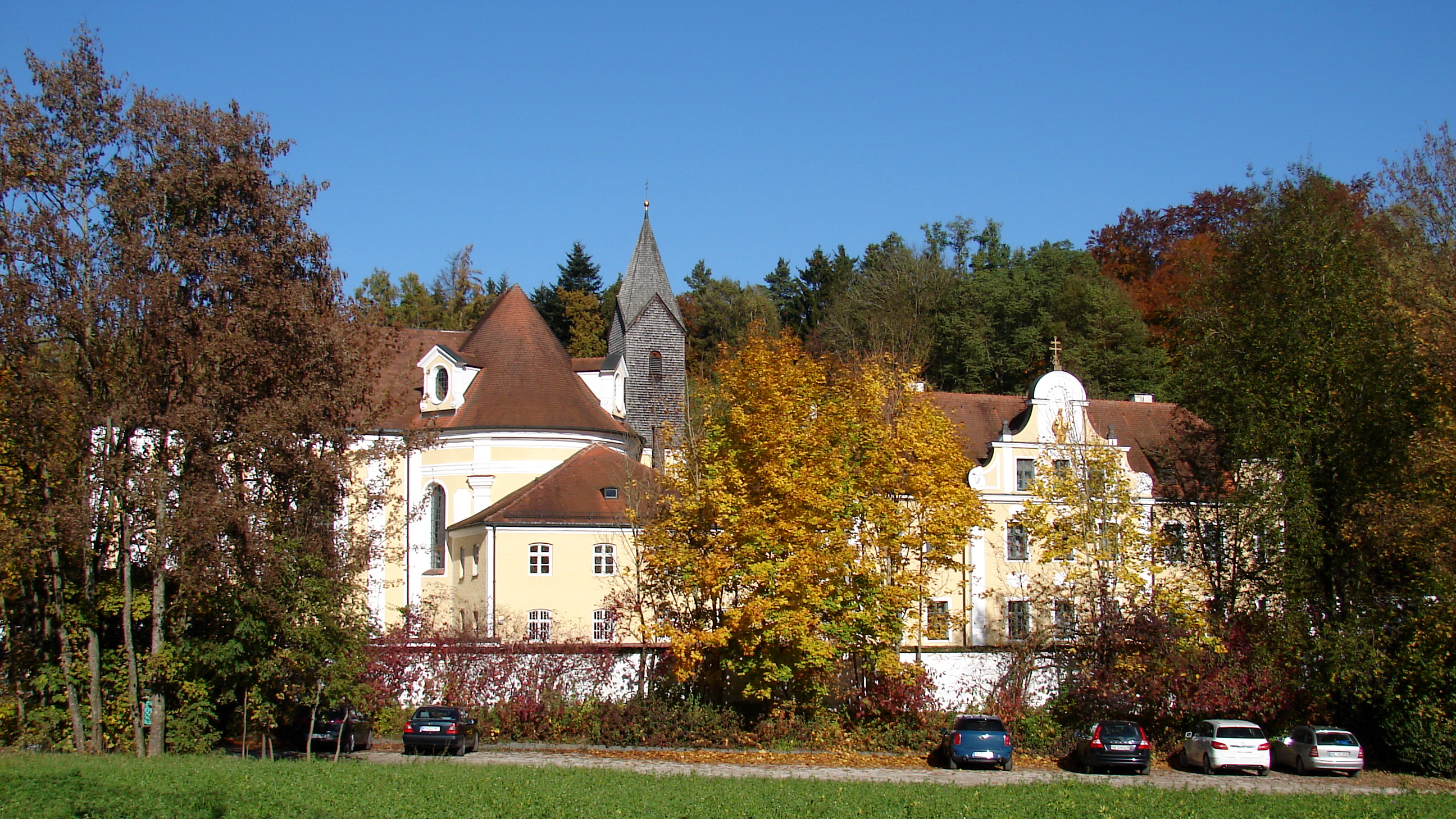
Blick auf die Wieskirche

Der Weiler Wies mit der namensgebenden Wieskirche ist ein Gemeindeteil der der Großen Kreisstadt Freising im oberbayerischen Landkreis Freising.

## Lage
Er liegt im Norden von Freising am Waldrand unmittelbar an der Kreisstraße FS 46 in Richtung Zolling.

## Geschichte
Seit dem Jahr 1748 wird hier ein Gemälde, das Abbild des gegeißelten Heilands der Wieskirche bei Steingaden, in einer Wallfahrtskirche verehrt. Neben der Kirche und der Kuratie befinden sich in Wies auch Wohnungen, die aus dem 1908 erbauten Kloster der Augustiner-Eremiten entstanden sind, eine private Dorfhelferinnenschule und ein Lehrbienenstand des Verbandes Bayerischer Bienenzüchter.

## Sehenswürdigkeiten
- Katholische Wallfahrtskirche Wieskirche
- Kreuzweganlage durch den Wieswald zur Wallfahrtskirche Wies